# Heinz Schilling (Kulturanthropologe)
Heinz Schilling (* 3. November 1942 in Seligenstadt) ist ein deutscher Kulturanthropologe.

## Werdegang
Schilling studierte Volkskunde, Germanistik und Politische Wissenschaft an der Johann-Wolfgang-Goethe-Universität Frankfurt am Main. Zu seinen akademischen Lehrern gehörten u. a. Mathilde Hain und Carlo Schmid. 1968 erhielt er einen Magister Artium. 1971 promovierte er bei dem Volkskundler Wolfgang Brückner mit einer Arbeit über populäre Alltagsästhetik.
Nach seinem Studium arbeitete Schilling, der während seiner Studienzeit für deutsche Tageszeitungen geschrieben hatte, beim Saarländischen Rundfunk Saarbrücken als Kulturredakteur, Moderator und Featureautor. 1977 ging er an die Frankfurter Universität zurück, wo Ina-Maria Greverus inzwischen das Fach Kulturanthropologie und Europäische Ethnologie begründet hatte.
Schilling entwickelte mehrsemestrige Feldforschungsprojekte mit Studierenden, jeweils abgeschlossen durch Buchveröffentlichungen. Die von ihm mitherausgegebene Publikationsreihe Kulturanthropologie Notizen bot dafür eine Plattform.
Seine Forschungsschwerpunkte sind Identitäten, Mentalitäten und Lebenswelten sozial-kultureller Milieus; kulturellen Wandel, insbesondere Vervorstädterung; Anthropologie der Zeit; Kultur der Grenze; sowie Geschichts- und Gedächtnispolitik. Ein Hauptaugenmerk Schillings gilt der regionalen Kulturanalyse. Dabei wird der Begriff Region planungskritisch in Frage gestellt; „Kultur“ stets als dynamischer Prozess untersucht. Konzepte wie „Heimat“ und „Globalisierung“ wurden zunehmend wichtiger für Schillings Recherche und Reflexion. Seine Habilitationsschrift Neue Dörflichkeit. Urbanisierung ohne Urbanität im Rhein-Main-Gebiet von 1992 basierte auf Feldforschungsarbeit und Mikrountersuchungen.
Auch über seine Pensionierung 2005 hinaus ist Schilling forschend und lehrend tätig.

## Auszeichnungen
- 2010  Kulturpreis des Main-Kinzig-Kreises.[2]

## Schriften
- Wandschmuck unterer Sozialschichten. Empirische Untersuchungen zu einem kulturalen Phänomen und seiner Vermittlung (= Europäische Hochschulschriften. Reihe 19: Ethnologie, Kulturanthropologie. Abt. A: Volkskunde. 4, ISSN 0721-3522). Lang, Frankfurt am Main u. a. 1971, (Zugleich: Frankfurt (Main), Universität, Dissertation, 1971).
- Dörfer als soziokulturelle Lernorte. In: Ina-Maria Greverus, Gottfried Kiesow, Reinhard Reuter: Das hessische Dorf. Inselverlag, Frankfurt am Main 1982, ISBN 3-458-04782-0, S. 53–67.
- Über die Grenze. Zur Interdependenz von Kontakten und Barrieren in der Region Saarland-Lorraine (= Institut für Kulturanthropologie und Europäische Ethnologie, Universität Frankfurt am Main. Notizen. 25). Universität Frankfurt am Main – Institut für Kulturanthropologie und Europäische Ethnologie, Frankfurt am Main 1986, ISBN 3-923992-22-X, S. 345–392.
- Un voisinage important, une amitié importune. Saarländisch-französisches Freundschaftsmanagement der „Saarbrücker Zeitung“. In: Heinz Schilling (Hrsg.): Leben an der Grenze. Recherchen in der Region Saarland/Lorraine (= Institut für Kulturanthropologie und Europäische Ethnologie, Universität Frankfurt am Main. Notizen. 25). Universität Frankfurt am Main – Institut für Kulturanthropologie und Europäische Ethnologie, Frankfurt am Main 1986, ISBN 3-923992-22-X, S. 311–344.
- als Herausgeber mit Ina-Maria Greverus und Konrad Köstlin: Kulturkontakt. Kulturkonflikt. Zur Erfahrung des Fremden (= Institut für Kulturanthropologie und Europäische Ethnologie, Universität Frankfurt am Main. Notizen. 28). 2 Bände. Universität Frankfurt am Main – Institut für Kulturanthropologie und Europäische Ethnologie, Frankfurt am Main 1988, ISBN 3-923992-26-2.
- Urbane Zeiten. Die Bedeutung des Städtischen bei Bürgermeistern und Architekten in einer Stadtregion. In: Heinz Schilling (Hrsg.) Urbane Zeiten. Lebensstilentwürfe und Kulturwandel in einer Stadtregion (= Kulturanthropologie-Notizen. 34). Universität Frankfurt am Main – Institut für Kulturanthropologie und Europäische Ethnologie, Frankfurt am Main 1990, ISBN 3-923992-32-7, S. 305–340.
- Kulturstadt Frankfurt? Das Ornament der Kasse. In: Ronald Lutz, Dieter Kramer (Hrsg.): Tourismus-Kultur – Kultur-Tourismus (= Kulturwissenschaftliche Horizonte. 1). Lit, Münster 1993, ISBN 3-89473-765-4, S. 23–38.
- Kulturanthropologie ist, was Kulturanthropologen tun. Forschung zwischen Planungsbeteiligung und Planungskritik. In: Anthropolitan. Band 1, 1993, ZDB-ID 1292010-1, S. 5–26.
- Urbanization Without Urbanism. The Transformation of the Frankfurt Hinterland. In: Heinz Schilling (Hrsg.) Urban Europe. Ideas and Experiences (= Anthropolological Journal on European Cultures. Band 2, Nr. 2, 1993, ISSN 0960-0604). Séminaire d’Ethnologie - Université de Fribourg u. a., Fribourg u. a. 1993, S. 113–138, JSTOR:43234751.
- mit Beatrice Ploch: Region als Handlungslandschaft. Überlokale Orientierung als Dispositiv und kulturelle Praxis: Hessen als Beispiel. In: Rolf Lindner (Hrsg.): Die Wiederkehr des Regionalen. Über neue Formen kultureller Identität. Campus, Frankfurt am Main u. a. 1994, ISBN 3-593-35176-5, S. 122–157.
- So möchten wir gerne gewesen sein. Geschichte zum Erinnern und Vergessen. In: Johanna Rolshoven, Martin Scharfe (Hrsg.): Geschichtsbilder. Ortsjubiläen in Hessen. Jonas, Marburg 1994, ISBN 3-89445-163-7, S. 27–42.
- Auf der Suche nach Region. Ergebnisse und Trends der quantitativen Befragung. In: Heinz Schilling, Beatrice Ploch (Hrsg.): Region. Heimaten der individualisierten Gesellschaft (= Kulturanthropologie-Notizen. 50). Universität Frankfurt am Main – Institut für Kulturanthropologie und Europäische Ethnologie, Frankfurt am Main 1995, ISBN 3-923992-49-1, S. 71–148.
- Nachbarschaft und Öffentlichkeit. Der Fall Frankfurter Dichterviertel. In: Heinz Schilling (Hrsg.): Nebenan und gegenüber. Nachbarn und Nachbarschaften heute (= Kulturanthropologie-Notizen. 59). Universität Frankfurt am Main – Institut für Kulturanthropologie und Europäische Ethnologie, Frankfurt am Main 1997, ISBN 3-923992-57-2, S. 189–228.
- Eine Welt von Grenzen. Nachbarschaften und Identität in der hessischen Peripherie. In: Heinz Schilling (Hrsg.) Peripherie. Lokale Identitäten und räumliche Orientierung an der Grenze (= Kulturanthropologie-Notizen. 65). Universität Frankfurt am Main – Institut für Kulturanthropologie und Europäische Ethnologie, Frankfurt am Main 2000, ISBN 3-923992-66-1, S. 9–56.
- Zeitlose Ziele. Versuch über das lange Warten. In: Heinz Schilling (Hrsg.): Welche Farbe hat die Zeit? Recherchen zu einer Anthropologie des Wartens (= Kulturanthropologie-Notizen. 69). Universität Frankfurt am Main – Institut für Kulturanthropologie und Europäische Ethnologie, Frankfurt am Main 2002, ISBN 3-923992-71-8, S. 245–310.
- Kleinbürger. Mentalität und Lebensstil. Campus, Frankfurt am Main u. a. 2003, ISBN 3-593-37250-9.
- Menschen in der Frankfurter Straße. Zehn Portraits. In: Heinz Schilling, Peter Klös (Hrsg.): Stadt ohne Eigenschaften. Frankfurt. Einsichten von außen (= Kulturanthropologie-Notizen. 75). Universität Frankfurt am Main – Institut für Kulturanthropologie und Europäische Ethnologie, Frankfurt am Main 2005, ISBN 3-923992-77-7, S. 333–380.